# 西迪馬赫朱卜
36°10′N 2°43′E / 36.167°N 2.717°E

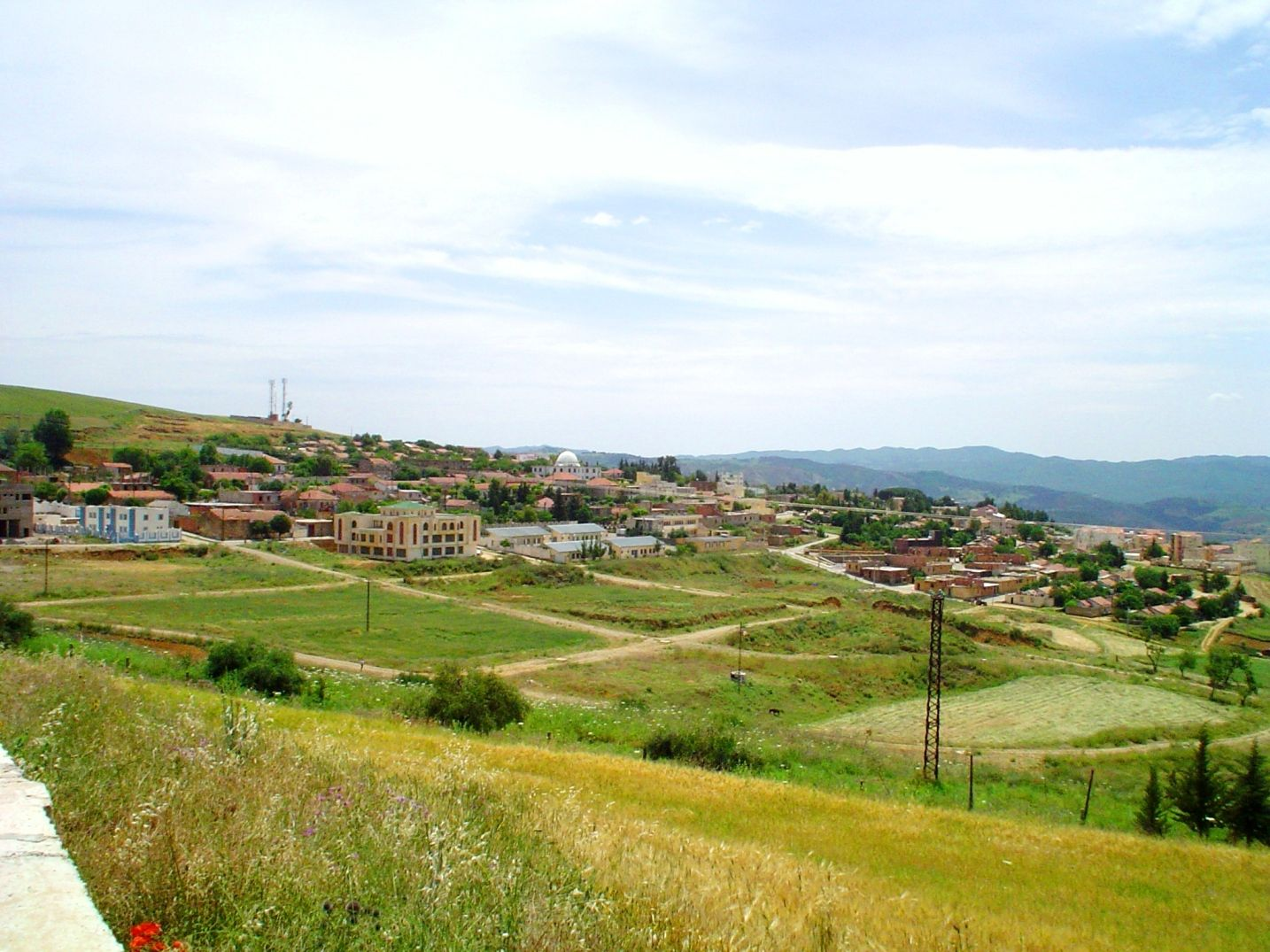
西迪馬赫朱卜

西迪馬赫朱卜（阿拉伯语：‎），是阿爾及利亞的城鎮，位於該國北部，由麥迪亞省負責管轄，是西馬赫朱卜區的首府，面積51平方公里，海拔高度906米，2008年人口8,397，人口密度每平方公里165人。